# Дискографія Тупака Шакура
Тупак Шакур — американський репер. Нижче наведено його сольну дискографію. Усього за свою кар'єру виконавець видав 4 прижиттєвих студійних альбомів і 7 посмертних (The Don Killuminati: The 7 Day Theory завершено до вбивства Шакура 13 вересня 1996 й видано 5 листопада 1996). Тупак є одним з найпродаваніших артистів усіх часів з понад 75 млн копій. За Nielsen Soundscan, станом на червень 2014 є другим найпродаванішим реп/хіп-хоп виконавцем у США з результатом у 29 235 000.

## Студійні альбоми
| Назва                                                                  | Деталі альбому                                                                                                 | Найвищі чартові позиції | Найвищі чартові позиції | Найвищі чартові позиції | Найвищі чартові позиції | Найвищі чартові позиції | Найвищі чартові позиції | Найвищі чартові позиції | Найвищі чартові позиції | Найвищі чартові позиції | Найвищі чартові позиції | Наклад              | Сертифікації                                                                        |
| Назва                                                                  | Деталі альбому                                                                                                 | US                      | US R&B                  | AUS                     | CAN                     | FRA                     | GER                     | NLD                     | NZ                      | SWI                     | UK                      | Наклад              | Сертифікації                                                                        |
| ---------------------------------------------------------------------- | --- | ----------------------- | ----------------------- | ----------------------- | ----------------------- | ----------------------- | ----------------------- | ----------------------- | ----------------------- | ----------------------- | ----------------------- | ------------------- | ----------------------------------------------------------------------------------- |
| 2Pacalypse Now                                                         | - Випущений: 12 листопада 1991 - Лейбли: TNT, Interscope - Формат: CD, LP, касета, цифрове завантаження        | 64                      | 13                      | —                       | —                       | —                       | —                       | —                       | —                       | —                       | —                       | - США: 923 455[A]   | - RIAA: Золотий                                                                     |
| Strictly 4 My N.I.G.G.A.Z.                                             | - Випущений: 16 лютого 1993 - Лейбли: TNT, Interscope - Формат: CD, LP, касета, цифрове завантаження           | 24                      | 4                       | —                       | —                       | —                       | —                       | —                       | —                       | —                       | —                       | - США: 1 639 584[A] | - RIAA: Платиновий                                                                  |
| Me Against the World                                                   | - Випущений: 14 березня 1995 - Лейбли: Out da Gutta, Interscope - Формат: CD, LP, касета, цифрове завантаження | 1                       | 1                       | —                       | 20                      | —                       | 23                      | —                       | —                       | —                       | 90                      | - США: 3 524 567[A] | - RIAA: 3× платиновий                                                               |
| All Eyez on Me                                                         | - Випущений: 13 лютого 1996 - Лейбли: Death Row, Interscope - Формат: CD, LP, касета, цифрове завантаження     | 1                       | 1                       | 19                      | 11                      | 99                      | 16                      | 11                      | 15                      | 15                      | 32                      | - США: 5 887 630[A] | - RIAA: Діамантовий - ARIA: Золотий - BPI: Срібний - MC: Платиновий - RMNZ: Золотий |
| The Don Killuminati: The 7 Day Theory                                  | - Випущений: 5 листопада 1996 - Лейбли: Death Row, Interscope - Формат: CD, LP, касета, цифрове завантаження   | 1                       | 1                       | 37                      | 25                      | —                       | 76                      | 61                      | 17                      | —                       | 53                      | - США: 5 млн[B]     | - RIAA: 4× платиновий - BPI: Срібний - MC: Золотий                                  |
| «—» означає, що запис не потрапив до чарту чи не був виданий у країні. | |                         |                         |                         |                         |                         |                         |                         |                         |                         |                         |                     |                                                                                     |

## Посмертні альбоми
| Назва                                                                  | Деталі альбому | Найвищі чартові позиції | Найвищі чартові позиції | Найвищі чартові позиції | Найвищі чартові позиції | Найвищі чартові позиції | Найвищі чартові позиції | Найвищі чартові позиції | Найвищі чартові позиції | Найвищі чартові позиції | Найвищі чартові позиції | Наклад              | Сертифікації                                             |
| Назва                                                                  | Деталі альбому | US                      | US R&B                  | AUS                     | CAN                     | FRA                     | GER                     | NLD                     | NZ                      | SWI                     | UK                      | Наклад              | Сертифікації                                             |
| ---------------------------------------------------------------------- | --- | ----------------------- | ----------------------- | ----------------------- | ----------------------- | ----------------------- | ----------------------- | ----------------------- | ----------------------- | ----------------------- | ----------------------- | ------------------- | -------------------------------------------------------- |
| The Don Killuminati: The 7 Day Theory                                  | - Випущений: 5 листопада 1996 - Лейбли: Death Row, Interscope - Формат: CD, LP, касета, цифрове завантаження         | 1                       | 1                       | 37                      | 25                      | —                       | 76                      | 61                      | 17                      | —                       | 53                      | - США: 5 млн        | - RIAA: 4× платиновий - BPI: Срібний - MC: Золотий       |
| R U Still Down? (Remember Me)                                          | - Випущений: 25 листопада 1997 - Лейбли: Amaru, Jive - Формат: CD, LP, касета, цифрове завантаження                  | 2                       | 1                       | 50                      | 12                      | 52                      | 25                      | 29                      | 20                      | —                       | 44                      | - США: 2 166 117[A] | - RIAA: 4× платиновий                                    |
| Still I Rise (разом з Outlawz)                                         | - Випущений: 14 грудня 1999 - Лейбли: Amaru, Death Row - Формат: CD, LP, касета, цифрове завантаження                | 6                       | 2                       | 48                      | 9                       | —                       | 24                      | 24                      | 49                      | 86                      | 75                      | - США: 1 692 316[A] | - RIAA: Платиновий - BPI: Золотий - MC: Золотий          |
| Until the End of Time                                                  | - Випущений: 27 березня 2001 - Лейбли: Amaru, Death Row, Interscope - Формат: CD, LP, касета, цифрове завантаження   | 1                       | 1                       | 37                      | 2                       | 23                      | 25                      | 10                      | 24                      | 34                      | 33                      | - США: 2 220 589[A] | - RIAA: 4× платиновий - BPI: Срібний - MC: 2× платиновий |
| Better Dayz                                                            | - Випущений: 26 листопада 2002 - Лейбли: Amaru, Death Row, Interscope - Формат: CD, LP, касета, цифрове завантаження | 5                       | 1                       | 51                      | 7                       | 52                      | 45                      | 36                      | 20                      | 60                      | 68                      | - США: 1 765 597[A] | - RIAA: 2× платиновий - MC: 3× платиновий                |
| Loyal to the Game                                                      | - Випущений: 14 грудня 2004 - Лейбли: Amaru, Interscope - Формат: CD, LP, цифрове завантаження                       | 1                       | 1                       | 21                      | 7                       | 55                      | 50                      | 44                      | 31                      | 21                      | 20                      | - США: 1 204 124[A] | - RIAA: Платиновий                                       |
| Pac's Life                                                             | - Випущений: 21 листопада 2006 - Лейбли: Amaru, Interscope - Формат: CD, цифрове завантаження                        | 9                       | 3                       | 76                      | 19                      | 83                      | 71                      | —                       | —                       | 62                      | 90                      | - США: 469 639[A]   |                                                          |
| «—» означає, що запис не потрапив до чарту чи не був виданий у країні. | |                         |                         |                         |                         |                         |                         |                         |                         |                         |                         |                     |                                                          |

## Концертні альбоми
| 2Pac Live                                                              | - Випущений: 10 серпня 2004 - Лейбли: Death Row - Формат: CD, цифрове завантаження    | 54  | 16 | 84  | 86 | 52 | 67 |                |
| Live at the House of Blues                                             | - Випущений: 20 вересня 2005 - Лейбли: Amaru, Koch - Формат: CD, цифрове завантаження | 159 | 48 | 179 | —  | —  | —  | - BPI: Золотий |
| «—» означає, що запис не потрапив до чарту чи не був виданий у країні. |                                                                                       |     |    |     |    |    |    |                |

## Компіляції
| Назва                                                                  | Деталі альбому | Найвищі чартові позиції | Найвищі чартові позиції | Найвищі чартові позиції | Найвищі чартові позиції | Найвищі чартові позиції | Найвищі чартові позиції | Найвищі чартові позиції | Найвищі чартові позиції | Найвищі чартові позиції | Найвищі чартові позиції | Наклад            | Сертифікації |
| Назва                                                                  | Деталі альбому | US                      | US R&B                  | AUS                     | BEL (FL)                | CAN                     | GER                     | NLD                     | NZ                      | SWI                     | UK                      | Наклад            | Сертифікації |
| ---------------------------------------------------------------------- | --- | ----------------------- | ----------------------- | ----------------------- | ----------------------- | ----------------------- | ----------------------- | ----------------------- | ----------------------- | ----------------------- | ----------------------- | ----------------- | --- |
| In His Own Words                                                       | - Випущений: 21 липня 1998 - Лейбл: Mecca - Формат: CD, LP, касета                                                         | 112                     | 43                      | —                       | —                       | —                       | —                       | 52                      | —                       | —                       | 65                      |                   | |
| Greatest Hits                                                          | - Випущений: 24 листопада 1998 - Лейбли: Amaru, Death Row, Interscope - Формат: CD, LP, касета, цифрове завантаження       | 3                       | 1                       | 11                      | 3                       | 18                      | 9                       | 1                       | 19                      | 13                      | 17                      | - США: 5 млн [C]  | - RIAA: Діамантовий - ARIA: 2× платиновий - BEA: Золотий - BPI: Платиновий - BVMI: Золотий - IFPI SWI: Золотий - MC: Платиновий - RMNZ: Платиновий |
| Beginnings: The Lost Tapes 1988–1991                                   | - Випущений: 18 квітня 2000; 12 червня 2007 - Лейбл: Herb 'n Soul; Koch - Формат: CD, LP, касета; CD, цифрове завантаження | 178                     | 49                      | —                       | —                       | —                       | —                       | —                       | —                       | —                       | —                       |                   | |
| The Rose That Grew from Concrete                                       | - Випущений: 17 жовтня 2000 - Лейбли: Amaru, Interscope - Формат: CD, LP, касета, цифрове завантаження                     | 89                      | 28                      | —                       | —                       | —                       | —                       | —                       | —                       | —                       | —                       | - США: 262 672[A] | |
| The Prophet: The Best of the Works                                     | - Випущений: 7 липня 2003 - Лейбл: Death Row - Формат: CD, LP, касета, цифрове завантаження                                | —                       | —                       | —                       | —                       | —                       | —                       | —                       | 40                      | —                       | 146                     |                   | |
| The Rose, Vol. 2                                                       | - Випущений: 20 вересня 2005 - Лейбли: Amaru, Interscope - Формат: CD, LP, касета                                          | —                       | —                       | —                       | —                       | —                       | —                       | —                       | —                       | —                       | —                       | - США: 59 157[A]  | |
| The Prophet Returns                                                    | - Випущений: 3 жовтня 2005 - Лейбли: Death Row, Universal - Формат: CD, LP, касета                                         | —                       | —                       | —                       | —                       | —                       | —                       | —                       | —                       | —                       | 163                     |                   | |
| Best of 2Pac, Part 1: Thug                                             | - Випущений: 4 грудня 2007 - Лейбли: Amaru, Death Row, Interscope - Формат: CD, цифрове завантаження                       | 65                      | 13                      | —                       | —                       | —                       | —                       | —                       | —                       | —                       | 76                      | - США: 212 399[A] | |
| Best of 2Pac, Part 2: Life                                             | - Випущений: 4 грудня 2007 - Лейбли: Amaru, Death Row, Interscope - Формат: CD, цифрове завантаження                       | 77                      | 15                      | —                       | —                       | —                       | —                       | —                       | —                       | —                       | 105                     | - США: 135 429[A] | |
| «—» означає, що запис не потрапив до чарту чи не був виданий у країні. | |                         |                         |                         |                         |                         |                         |                         |                         |                         |                         |                   | |

## Альбоми реміксів
| Nu-Mixx Klazzics                                                       | - Випущений: 7 жовтня 2003 - Лейбл: Death Row - Формат: CD, касета                 | 15 | 5 | 85 | 114 |
| Nu-Mixx Klazzics Vol. 2                                                | - Випущений: 3 липня 2007 - Лейбли: Amaru, Koch - Формат: CD, цифрове завантаження | 45 | 8 | —  | —   |
| «—» означає, що запис не потрапив до чарту чи не був виданий у країні. |                                                                                    |    |   |    |     |

## Саундтреки
| Назва               | Деталі альбому                                                                               | Найвищі чартові позиції | Найвищі чартові позиції | Найвищі чартові позиції | Найвищі чартові позиції | Найвищі чартові позиції | Найвищі чартові позиції | Найвищі чартові позиції | Найвищі чартові позиції | Найвищі чартові позиції | Найвищі чартові позиції | Наклад              | Сертифікації                      |
| Назва               | Деталі альбому                                                                               | US                      | US R&B                  | BEL (FL)                | CAN                     | FRA                     | GER                     | IRL                     | NLD                     | SWI                     | UK                      | Наклад              | Сертифікації                      |
| ------------------- | -------------------------------------------------------------------------------------------- | ----------------------- | ----------------------- | ----------------------- | ----------------------- | ----------------------- | ----------------------- | ----------------------- | ----------------------- | ----------------------- | ----------------------- | ------------------- | --------------------------------- |
| Tupac: Resurrection | - Випущений: 11 листопада 2003 - Лейбл: Amaru - Формат: CD, LP, касета, цифрове завантаження | 2                       | 3                       | 41                      | 3                       | 57                      | 76                      | 25                      | 36                      | 68                      | 62                      | - США: 1 666 335[A] | - RIAA: Платиновий - BPI: Золотий |

## Відеоальбоми
| Назва                      | Деталі альбому                                                 | Найвищі чартові позиції | Сертифікації       |
| Назва                      | Деталі альбому                                                 | US Video                | Сертифікації       |
| -------------------------- | -------------------------------------------------------------- | ----------------------- | ------------------ |
| Live at the House of Blues | - Випущений: 4 жовтня 2005 - Лейбл: Eagle Vision - Формат: DVD | 3                       | - RIAA: Платиновий |

## Міні-альбоми
| Назва                                                         | Деталі альбому                                                |
| ------------------------------------------------------------- | ------------------------------------------------------------- |
| Makaveli & Dillinger Don't Go 2 Sleep (разом з Daz Dillinger) | - Випущений: 24 грудня 2001 - Лейбл: D.P.G. - Формати: CD, LP |

## Сингли

### Власні
| Назва                                                                                        | Рік  | Найвищі чартові позиції | Найвищі чартові позиції | Найвищі чартові позиції | Найвищі чартові позиції | Найвищі чартові позиції | Найвищі чартові позиції | Найвищі чартові позиції | Найвищі чартові позиції | Найвищі чартові позиції | Найвищі чартові позиції | Сертифікації                                                                           | Альбом                                |
| Назва                                                                                        | Рік  | US                      | US R&B                  | US Rap                  | AUS                     | GER                     | NLD                     | NZ                      | SWE                     | SWI                     | UK                      | Сертифікації                                                                           | Альбом                                |
| -------------------------------------------------------------------------------------------- | ---- | ----------------------- | ----------------------- | ----------------------- | ----------------------- | ----------------------- | ----------------------- | ----------------------- | ----------------------- | ----------------------- | ----------------------- | -------------------------------------------------------------------------------------- | ------------------------------------- |
| «Brenda's Got a Baby»                                                                        | 1991 | —                       | 23                      | 3[D]                    | —                       | —                       | —                       | —                       | —                       | —                       | —                       |                                                                                        | 2Pacalypse Now                        |
| «If My Homie Calls»                                                                          | 1991 | —                       | —                       | 3[D]                    | —                       | —                       | —                       | —                       | —                       | —                       | —                       |                                                                                        | 2Pacalypse Now                        |
| «Trapped»                                                                                    | 1992 | —                       | —                       | —                       | —                       | —                       | —                       | —                       | —                       | —                       | —                       |                                                                                        | 2Pacalypse Now                        |
| «Holler If Ya Hear Me»                                                                       | 1993 | —                       | 110[E]                  | —                       | —                       | —                       | —                       | —                       | —                       | —                       | —                       |                                                                                        | Strictly 4 My N.I.G.G.A.Z.            |
| «I Get Around»                                                                               | 1993 | 11                      | 5                       | 8                       | —                       | —                       | —                       | —                       | —                       | —                       | —                       | - RIAA: Золотий                                                                        | Strictly 4 My N.I.G.G.A.Z.            |
| «Keep Ya Head Up»                                                                            | 1993 | 12                      | 7                       | 2                       | —                       | —                       | —                       | —                       | —                       | —                       | —                       | - RIAA: Золотий                                                                        | Strictly 4 My N.I.G.G.A.Z.            |
| «Papa'z Song» (з участю Wycked)                                                              | 1994 | 87                      | 82                      | 24                      | —                       | —                       | —                       | —                       | —                       | —                       | —                       |                                                                                        | Strictly 4 My N.I.G.G.A.Z.            |
| «Dear Mama»                                                                                  | 1995 | 9                       | 3                       | 1                       | 37                      | 81                      | 31                      | 4                       | 43                      | 43                      | 27                      | - RIAA: Платиновий                                                                     | Me Against the World                  |
| «So Many Tears»                                                                              | 1995 | 44                      | 21                      | 6                       | —                       | —                       | —                       | —                       | —                       | —                       | —                       |                                                                                        | Me Against the World                  |
| «Temptations»                                                                                | 1995 | 68                      | 35                      | 13                      | —                       | —                       | —                       | —                       | —                       | —                       | —                       |                                                                                        | Me Against the World                  |
| «California Love» (з участю Dr. Dre та Roger Troutman)                                       | 1995 | 1[F]                    | 1[F]                    | 1[F]                    | 4                       | 7                       | 7                       | 1                       | 1                       | 7                       | 6                       | - RIAA: 2× платиновий - ARIA: Золотий - MC: Золотий - RMNZ: Платиновий                 | All Eyez on Me                        |
| «How Do U Want It» (з участю K-Ci & JoJo)                                                    | 1995 | 1[F]                    | 1[F]                    | 1[F]                    | 24                      | 74                      | —                       | 2                       | 33                      | 37                      | 17                      | - RIAA: 2× платиновий - ARIA: Золотий - RMNZ: Золотий                                  | All Eyez on Me                        |
| «2 of Amerikaz Most Wanted» (з участю Snoop Dogg)                                            | 1996 | —                       | 46[G]                   | —                       | —                       | —                       | —                       | —                       | —                       | —                       | —                       |                                                                                        | All Eyez on Me                        |
| «I Ain't Mad at Cha» (з участю Danny Boy)                                                    | 1996 | 58[H]                   | 18[I]                   | —                       | 47                      | 86                      | 15                      | 2                       | 35                      | —                       | 13                      | - RMNZ: Золотий                                                                        | All Eyez on Me                        |
| «Toss It Up» (з участю Danny Boy, K-Ci & JoJo та Aaron Hall)                                 | 1996 | —                       | —                       | —                       | 39                      | —                       | —                       | 7                       | —                       | —                       | 15                      | - RMNZ: Золотий                                                                        | The Don Killuminati: The 7 Day Theory |
| «Runnin' from tha Police» (разом з The Notorious B.I.G., Dramacydal, Buju Banton та Stretch) | 1997 | 81                      | 57                      | 13                      | 12                      | —                       | 47                      | 8                       | 37                      | —                       | 15                      | - ARIA: Золотий - RMNZ: Золотий                                                        | One Million Strong                    |
| «To Live & Die in L.A.» (з участю Val Young)                                                 | 1997 | —                       | —                       | —                       | 82                      | —                       | —                       | 9                       | —                       | —                       | 10                      |                                                                                        | The Don Killuminati: The 7 Day Theory |
| «Hail Mary»                                                                                  | 1997 | —                       | —                       | —                       | —                       | —                       | —                       | —                       | —                       | —                       | 43                      |                                                                                        | The Don Killuminati: The 7 Day Theory |
| «Wanted Dead or Alive» (разом зі Snoop Dogg)                                                 | 1997 | —                       | —                       | —                       | 41                      | —                       | —                       | 3                       | —                       | —                       | 16                      |                                                                                        | Gridlock'd (саундтрек)                |
| «I Wonder If Heaven Got a Ghetto»                                                            | 1997 | 67                      | 14                      | 18                      | 70                      | —                       | —                       | 11                      | —                       | —                       | 21                      |                                                                                        | R U Still Down? (Remember Me)         |
| «Do for Love» (з участю Eric Williams)                                                       | 1997 | 21                      | 10                      | 2                       | 52                      | —                       | 18                      | 18                      | 33                      | —                       | 12                      | - RIAA: Золотий                                                                        | R U Still Down? (Remember Me)         |
| «Changes»                                                                                    | 1998 | 32                      | 12                      | 1                       | 7                       | 2                       | 1                       | 3                       | 1                       | 2                       | 3                       | - BPI: Золотий - BVMI: Золотий - IFPI SWE: Золотий - IFPI SWI: Золотий - RMNZ: Золотий | Greatest Hits                         |
| «Happy Home»                                                                                 | 1998 | —                       | —                       | —                       | —                       | —                       | —                       | —                       | —                       | —                       | 17                      |                                                                                        | Неальбомний сингл                     |
| «Unconditional Love»                                                                         | 1999 | —                       | 73[J]                   | —                       | —                       | —                       | —                       | —                       | —                       | —                       | —                       |                                                                                        | Greatest Hits                         |
| «Baby Don't Cry (Keep Ya Head Up II)» (разом з Outlawz)                                      | 2000 | 72                      | 36                      | —                       | —                       | 25                      | 22                      | 35                      | —                       | 55                      | —                       |                                                                                        | Still I Rise                          |
| «They're Tryin' to Kill Me»                                                                  | 2000 | —                       | —                       | —                       | 36                      | —                       | —                       | —                       | —                       | —                       | —                       |                                                                                        | Неальбомний сингл                     |
| «Until the End of Time» (з участю R.L.)                                                      | 2001 | 52                      | 21                      | —                       | 34                      | 33                      | 11                      | —                       | 53                      | 24                      | 4                       |                                                                                        | Until the End of Time                 |
| «Letter 2 My Unborn»                                                                         | 2001 | —                       | 64                      | —                       | —                       | 76                      | 61                      | —                       | —                       | —                       | 21                      |                                                                                        | Until the End of Time                 |
| «Thugz Mansion» (з участю Nas та J. Phoenix)                                                 | 2002 | 19                      | 10                      | 4                       | 26                      | 74                      | 73                      | 10                      | —                       | —                       | 24                      |                                                                                        | Better Dayz                           |
| «Still Ballin'» (з участю Trick Daddy)                                                       | 2003 | 69                      | 31                      | 15                      | —                       | —                       | —                       | —                       | —                       | —                       | —                       |                                                                                        | Better Dayz                           |
| «Runnin' (Dying to Live)» (з участю The Notorious B.I.G.)                                    | 2003 | 19                      | 11                      | 5                       | —                       | 12                      | 13                      | —                       | —                       | 9                       | 17                      |                                                                                        | Тупак: Воскресіння (саундтрек)        |
| «One Day at a Time (Em's Version)» (з участю Eminem та Outlawz)                              | 2004 | 80                      | 51                      | 22                      | —                       | —                       | —                       | —                       | —                       | —                       | 134                     |                                                                                        | Тупак: Воскресіння (саундтрек)        |
| «Thugs Get Lonely Too» (з участю Nate Dogg)                                                  | 2004 | 98                      | 55                      | —                       | —                       | —                       | —                       | —                       | —                       | —                       | —                       |                                                                                        | Loyal to the Game                     |
| «Ghetto Gospel»                                                                              | 2005 | —                       | —                       | —                       | 1                       | 3                       | —                       | 3                       | —                       | 7                       | 1                       | - ARIA: Платиновий - BPI: Золотий - RMNZ: Золотий                                      | Loyal to the Game                     |
| «Untouchable» (з участю Bone Thugs-n-Harmony)                                                | 2006 | —                       | 91                      | —                       | —                       | —                       | —                       | —                       | —                       | —                       | —                       |                                                                                        | Pac's Life                            |
| «Pac's Life» (з участю T.I. та Ashanti)                                                      | 2006 | 119[K]                  | 81                      | —                       | 34                      | 31                      | —                       | 38                      | —                       | —                       | 21                      |                                                                                        | Pac's Life                            |
| «—» означає, що запис не потрапив до чарту чи не був виданий у країні.                       |      |                         |                         |                         |                         |                         |                         |                         |                         |                         |                         |                                                                                        |                                       |

### Інших виконавців
| «Call It What U Want» (Above the Law з участю 2Pac та Money-B)                                          | 1992 | —  | —     | —  | —  |                 | Black Mafia Life                    |
| «Gotta Get Mine» (MC Breed з участю 2Pac)                                                               | 1993 | 96 | 61    | 6  | —  |                 | The New Breed                       |
| «Slippin' into Darkness» (Funky Aztecs з участю 2Pac)                                                   | 1996 | —  | —     | —  | —  |                 | Day of the Dead: Dia De Los Muertos |
| «Thug Luv» (Bone Thugs-n-Harmony з участю 2Pac)                                                         | 1997 | —  | 60[L] | —  | —  |                 | The Art of War                      |
| «Smile» (Scarface з участю 2Pac та Johnny P)                                                            | 1997 | 12 | 4     | 2  | —  | - RIAA: Золотий | The Untouchable                     |
| «Stop the Gunfight» (Trapp з участю 2Pac та The Notorious B.I.G.)                                       | 1997 | 77 | 35    | 9  | —  |                 | Stop the Gunfight                   |
| «Be the Realist» (Trapp з участю 2Pac та The Notorious B.I.G.)                                          | 1997 | —  | 65    | 14 | —  |                 | Stop the Gunfight                   |
| «Homies & Thuggs» (Scarface з участю Master P та 2Pac)                                                  | 1998 | —  | —     | —  | —  |                 | My Homies                           |
| «Are U Still Down» (Jon B. з участю 2Pac)                                                               | 1998 | —  | 2     | —  | —  |                 | Cool Relax                          |
| «Worldwide» (Remix) (Outlawz з участю 2Pac, Bosko та T-Low)                                             | 2001 | —  | —     | —  | 56 |                 | Novakane                            |
| «California» (Remix) (Sly Boogy з участю Mack 10, Jayo Felony, E-40, Kurupt, Crooked I, Roscoe та 2Pac) | 2003 | —  | —     | —  | —  |                 | Неальбомні сингли                   |
| «Hip Hop» (Inspiration Remix) (Royce da 5'9" з участю Big Pun, Big L, The Notorious B.I.G. та 2Pac)     | 2004 | —  | —     | —  | —  |                 | Неальбомні сингли                   |
| «Playa Cardz Right» (Keyshia Cole з участю 2Pac)                                                        | 2008 | 63 | 9     | —  | —  |                 | A Different Me                      |
| «—» означає, що запис не потрапив до чарту чи не був виданий у країні.                                  |      |    |       |    |    |                 |                                     |

## Інші пісні, що потрапили до чартів
| «Can U Get Away»                                                        | 1995 | 70[K] | —   | Me Against the World                 |
| «Who Do You Believe In» (з участю Yaki Kadafi)                          | 1999 | 53    | —   | Suge Knight Represents: Chronic 2000 |
| «Thug Nature»                                                           | 2000 | 56    | —   | Too Gangsta for Radio                |
| «Unchained (The Payback/Untouchable)» (разом з James Brown)             | 2013 | —     | 120 | Джанґо вільний (саундтрек)           |
| «—» означає, що запис не потрапив до чарту чи не був виданий у країні.. |      |       |     |                                      |

## Гостьові появи
- 1991: «#1 with a Bullet» (Raw Fusion з участю 2Pac)
- 1992: «Gaffled Like That» (The Governor з уч. Richie Rich та 2Pac)
- 1992: «Pass the 40» (Raw Fusion з уч. Saafir, Bulldogg, D the Poet 151, Mac Mone, Stretch, Pee-Wee та 2Pac)
- 1992: «Salsa Con Soulfood» (Funky Aztecs з уч. Money-B, T.M.D. та 2Pac)
- 1993: «Comin' Real Again» (MC Breed з уч. 2Pac)
- 1993: «Gotta Get Mine» (MC Breed з уч. 2Pac та Eric Breed)
- 1994: «Gangsta Team» (South Central Cartel з уч. MC Eiht, Ice T, Spice 1 та 2Pac)
- 1994: «Jealous Got Me Strapped» (Spice 1 з уч. 2Pac)
- 1994: «Let's Get It On» (Eddie F з уч. The Notorious B.I.G., Heavy D, Grand Puba, Spunk Bigga та 2Pac)
- 1994: «Skank wit' U» (Don Jagwarr з уч. 2Pac)
- 1995: «Dusted 'n' Disgusted» (E-40 з уч. Spice 1, Mac Mall та 2Pac)
- 1995: «P.Y.T. (Playa Young Thugs)» (Smooth з уч. 2Pac)
- 1995: «Po Nigga Bluez» (The Governor з уч. The House of Reps та 2Pac)
- 1995: «We Do This» (Too Short з уч. MC Breed, Father Dom та 2Pac)
- 1996: «Got 2 Survive» (Young Lay з уч. Ray Luv, Mac Mall та 2Pac)
- 1996: «Million Dollar Spot» (E-40 з уч. B-Legit та 2Pac)
- 1996: «Mo Money» (Federalistic‎ з уч. Bad Newz та 2Pac)
- 1996: «Niggaz Done Changed» (Richie Rich з уч. 2Pac)
- 1996: «Outro» (Snoop Dogg з уч. 2Pac)
- 1996: «Too Late Playa» (MC Hammer з уч. Danny Boy, Big Daddy Kane, Nutt-So та 2Pac)
- 1997: «4 tha Hustlas» (Ant Banks з уч. Too Short, MC Breed, Otis & Shug та 2Pac)
- 1997: «Big Bad Lady» (The Lady of Rage з уч. Kevin Vernando та 2Pac)
- 1997: «Life Is a Traffic Jam» (Eight Mile Road з уч. 2Pac)
- 1997: «Mass Murderin'» (DJ King Assassin з уч. Mischief, Rich G та 2Pac)
- 1997: «Out the Moon (Boom, Boom, Boom)» (Snoop Dogg з уч. Soopafly, Techniec, Bad Azz, Tray Deee та 2Pac)
- 1997: «Playaz Dedication» (Rappin' 4-Tay з уч. 2Pac)
- 1997: «Real Bad Boyz (Westside)»(Dee tha Mad Bitch з уч. DJ King Assassin та 2Pac)
- 1998: «Dayz of a Criminal» (Playas Association з уч. 2Pac)
- 1998: «Homies & Thuggs» (Remix)(Scarface з уч. Master P, Doracell та 2Pac)
- 1998: «I Can't Turn Back» (Young Akayser з уч. Spice 1 та 2Pac)
- 1998: «Initiated» (Daz Dillinger з уч. Kurupt, Outlawz та 2Pac)
- 1998: «Me & My Homies» (Nate Dogg з уч. Nanci Fletcher та 2Pac)
- 1998: «Raise Up Off These Nuts» (Akil з уч. Sylk-E. Fyne, D'wayne Wiggins та 2Pac)
- 1998: «Real Bad Boys» (DJ King Assassin з уч. 2Pac)
- 1998: «Words to My First Born» (Nutt-So з уч. 2Pac)
- 1998: «World Don't Take Me Personally» (Young Swoop G з уч. 2 Scoops та 2Pac)
- 1999: «Gaffled» (Remix) (3X Krazy з уч. Eklipze, B.N.T. та 2Pac)
- 1999: «Ghetto» (Mike Mosley з уч. Tammi та 2Pac)
- 1999: «Gotta Get Mine» (Remix) (MC Breed з уч. 2Pac)
- 1999: «Live Freestyle» (Funkmaster Flex з уч. Big Kap, The Notorious B.I.G. та 2Pac)
- 2000: «Deadly Combination» (Big L з уч. 2Pac)
- 2001: «Don't Stop» (Tha Dogg Pound з уч. 2Pac)
- 2001: «So Much Pain» (Ja Rule з уч. 2Pac)
- 2001: «Untouchable» (Lisa «Left Eye» Lopes з уч. 2Pac)
- 2002: «The Pledge» (Remix) (Irv Gotti з уч. Ashanti, Nas, Ja Rule та 2Pac)
- 2004: «Change My Ways» (Young Buck з уч. 2Pac)
- 2004: «First 2 Bomb» (Remix) (Yaki Kadafi з уч. Fatalveli та 2Pac)
- 2004: «Get Worried» (Yaki Kadafi з уч. 2Pac)
- 2004: «Home Late» (Yaki Kadafi з уч. 2Pac)
- 2004: «I C Dead People» (Redman з уч. Big L, Big Pun, The Notorious B.I.G. та 2Pac)
- 2004: «Jawz Tight (OG Cypher)» (Yaki Kadafi з уч. Outlawz, Boot Camp Clik та 2Pac)
- 2004: «Killing Fields» (Yaki Kadafi з уч. Young Thugz та 2Pac)
- 2004: «Part 2» (Jon B. з уч. 2Pac)
- 2004: «Run All Out» (Yaki Kadafi з уч. 2Pac)
- 2004: «Secretz Rearranged» (Yaki Kadafi з уч. Hussein Fatal, Kastro та 2Pac)
- 2004: «They Don't Give a Fuck» (Yaki Kadafi з уч. Hussein Fatal та 2Pac)
- 2004: «U Gotta Take It (One Day at a Time)» (Spice 1 з уч. LP, Headstrong та 2Pac)
- 2004: «Unborn Letters» (Yaki Kadafi з уч. Rizz, The Kidz та 2Pac)
- 2004: «Where Will I Be?» (Yaki Kadafi з уч. Young Thugz та 2Pac)
- 2004: «Who Believes?» (Yaki Kadafi з уч. Fatalveli та 2Pac)
- 2005: «Bad Boy» (Eko Fresh з уч. 2Pac)
- 2005: «Had to Be a Hustler» (Lil Eazy E з уч. Eazy-E, Dresta, Lil' ½ Dead та 2Pac)
- 2005: «Heaven» (Richard Raw з уч. Na' Fear та 2Pac)
- 2005: «Living in Pain» (The Notorious B.I.G. з уч. Mary J. Blige, Nas та 2Pac)
- 2005: «My Homeboys (Back to Back)» (Kurupt з уч. Eastwood та 2Pac)
- 2005: «N.I.G.G.A.» (Berocke A.K.A. BME Remix) (Mopreme Shakur з уч. Mouse Man та 2Pac)
- 2005: «Playa Cardz Right» (Mopreme Shakur з уч. Big Syke та 2Pac)
- 2005: «Rise» (Young Dre the Truth з уч. Lina та 2Pac)
- 2005: «Shit Don't Stop» (Mopreme Shakur з уч. Big Syke та 2Pac)
- 2005: «Stay True» (Mopreme Shakur з уч. Stretch та 2Pac)
- 2005: «Thugs Up in the Club» (Lil Eazy E з уч. The Notorious B.I.G. та 2Pac)
- 2005: «Trying to Make It Through» (Benzino з уч. Freddie Foxxx та 2Pac)
- 2005: «Us Against The World» (Lil Eazy E з уч. The Notorious B.I.G. та 2Pac)
- 2005: «What Goes On» (Mopreme Shakur з уч. Mouse Man та 2Pac)
- 2005: «What's Next?» (Mopreme Shakur з уч. Big Syke та 2Pac)
- 2006: «Interlude/Political Soldiers» (Muszamil з уч. H-Ryda та 2Pac)
- 2006: «Still Busting» (Muszamil з уч. 2Pac)
- 2007: «Against All Odds» (Trae з уч. 2Pac)
- 2007: «Better Dayz» (O.F.T.B. з уч. Big Syke та 2Pac)
- 2007: «Ghetto Blues» (Grand Daddy I.U. з уч. Early B та 2Pac)
- 2007: «Have Heart Have Money» (Mopreme Shakur з уч. Macadoshis, Big Syke, Taje та 2Pac)
- 2007: «I'm Losin' It» (September 7 Remix)(Big Syke з уч. Spice 1 та 2Pac)
- 2007: «Ready 4 Whatever» (Remix)(Big Syke з уч. 2Pac)
- 2007: «Shock G'z Outro/Hidden Track» (Shock G з уч. Ray Luv, DJ King Assassin та 2Pac)
- 2007: «Stop the Music» (Layzie Bone з уч. Thin C та 2Pac)
- 2007: «We Can't Stop» (Kutt Calhoun з уч. 2Pac)
- 2007: «World Wide (Time After Time)» (O.F.T.B. з уч. Yaki Kadafi, Kurupt та 2Pac)
- 2008: «All Eyez on Me (The Truth)» (Young Dre the Truth з уч. BJ the Chicago Kid та 2Pac)
- 2008: «In the Streets» (Roccett з уч. 2Pac)
- 2008: «Killa» (Bumpy Knuckles з уч. Benzino та 2Pac)
- 2009: «Did It All B4» (Outlawz з уч. Lloyd та 2Pac)
- 2009: «One Hood» (Down AKA Kilo з уч. Erik Tucker та 2Pac)
- 2010: «American Gangsta» (Nutt-So з уч. Hussein Fatal та 2Pac)
- 2010: «Can't Turn Back» (Spice 1 з уч. 2Pac)
- 2010: «Right Now» (Bun B з уч. Pimp C, Trey Songz та 2Pac)
- 2010: «Rollin' & Smokin'» (Spice 1 з уч. Scarface, Devin the Dude та 2Pac)
- 2011: «Army All by Myself» (June Summers з уч. Nipsey Hussle, Jay Rock та 2Pac)
- 2011: «Ya Hear Me» (Kanchi з уч. 2Pac)

## Відеокліпи
| Рік  | Назва                                 | Режисер(и)                   |
| ---- | ------------------------------------- | ---------------------------- |
| 1992 | «If My Homie Calls»                   | Тупак Шакур                  |
| 1992 | «Trapped»                             | Аллен та Альберт Г'юз        |
| 1992 | «Brenda's Got a Baby»                 | Брати Г'юз                   |
| 1993 | «Wussup wit' the Luv?»                | Джим Свеффілд                |
| 1993 | «Holler If Ya Hear Me»                | Стівен Ешлі Блейк            |
| 1993 | «I Get Around»                        | Девід Добкін                 |
| 1993 | «Keep Ya Head Up»                     | Девід Добкін                 |
| 1994 | «Papa'z Song»                         | Джеймс Майкл Маршалл         |
| 1995 | «It Don't Stop»                       | Кіа Б. П'юрібой              |
| 1995 | «Dear Mama»                           | Лайонел К. Мартін            |
| 1995 | «So Many Tears»                       | Лайонел К. Мартін            |
| 1995 | «Temptations»                         | Девід Нельсон                |
| 1996 | «California Love»                     | Гайп Вільямс                 |
| 1996 | «California Love (Remix)»             | Гайп Вільямс                 |
| 1996 | «2 of Amerika'z Most Wanted»          | Тупак Шакур                  |
| 1996 | «How Do U Want It»                    | Тупак Шакур, Рон Гайтавер    |
| 1996 | «How Do U Want It» (Stage version)    | Дж. Кевін Свейн              |
| 1996 | «Hit 'Em Up»                          | Дж. Кевін Свейн              |
| 1996 | «I Ain't Mad at Cha»                  | Тупак Шакур, Дж. Кевін Свейн |
| 1996 | «Toss It Up»                          | Лайонел К. Мартін            |
| 1996 | «Toss It Up» (Beach version)          | Лайонел К. Мартін            |
| 1996 | «All bout You»                        | Марлен Рейн, Роб Джонсон     |
| 1997 | «To Live and Die in L.A.»             | Дж. Кевін Свейн              |
| 1997 | «Hail Mary»                           | Френк Сакраменто             |
| 1997 | «Made Niggaz»                         | Ґобі Неджад                  |
| 1997 | «I Wonder If Heaven Got a Ghetto»     | Лайонел К. Мартін            |
| 1997 | «Do for Love»                         | Білл Паркер                  |
| 1999 | «Changes»                             | Кріс Гафнер                  |
| 1999 | «Unconditional Love»                  | Роб Джонсон                  |
| 2000 | «Baby Don't Cry (Keep Ya Head Up II)» | Дж. Джессес Сміт             |
| 2001 | «Until the End of Time»               | Кріс Гафнер                  |
| 2001 | «Letter 2 My Unborn Child»            | Кріс Гафнер                  |
| 2002 | «Thugz Mansion»                       | Девід Нельсон                |
| 2003 | «Runnin' (Dying to Live)»             | Філіп Дж. Етвелл             |
| 2005 | «Ghetto Gospel»                       | Нзінґа Стюарт                |
| 2006 | «Pac's Life»                          | Ґобі Неджад                  |
| 2008 | «Playa Cardz Right»                   | Бенні Бум                    |